# Бернард Септиманський
Бернард Септиманський (*Bernard de Septimanie 795  —844) — граф Барселони у 826—832 та 835—844 роках, граф Тулузи у 835—842 роках (як Бернард I), герцог Септиманії у 828—832 роках, граф Каркассона у 837—844 роках.

## Життєпис

### Молоді роки
Походив з династії Гільємідів, гілки королівського роду Каролінгів. Син Вільгельма, графа Тулузького і маркіза Готії, та Кунігунди, вестготської аристократки.
Після смерті батька успадкував родинні маєтності поблизу Тулузи. В подальшому перебрався до двору свого брата Бера, графа Барселони. У 815—817 роках брав участь у війнах проти Кордовського емірату. Був незадоволений перемир'ям укладеним його братом Бера з мусульманами. Тому разом зі зведеним братом Жосельмом Руссільонським став інтригувати проти Бера Барселонського.
У 820 році за допомоги вестготського магната Саніли домігся усунення Бера з посади Барселонського графа. Втім не зміг сам обійняти графську посаду — імператор призначив свого ставленика Рампо. У 824 році оженився на доньці герцога Васконського. Незабаром отримав посаду і титул графа Отенського.

### Граф Барселони
Лише у лютому 826 року на асамблеї в Аахені після смерті Рампо Бернард домігся свого призначення барселонським графом. Втім проти Бернарда з самого початку повстала готська знать. Якийсь гот по імені Аїсса, що служив у війську у Бери, зміцнився в області Вік. Військові залоги навколишніх фортець, які пам'ятали і поважали графа Беру, перейшли на його бік. Ті ж замки, чиї захисники зберегли вірність Бернарду, зокрема, Рода-де-Тер в графстві Узона, були зруйновані.
Зміцнившись у центральних районах графства Барселона, Аїсса напав на Сердань і Валлес. Бернард Септиманський був змушений звернутися за підкріпленням до імператора і готської знаті. Аїсса, в свою чергу, закликав на допомогу арабів, які підтримали заколотника Абд ар-Рахман II, емір Кордови, послав свого воєначальника Убайдаллаха Абу-Марвана, який влітку 827 року взяв в облогу Барселону, але безуспішно.
Тим часом імператор Людовик I доручив своєму синові Піпіну I Аквітанському і графам Гуго Турському і Матфреду Орлеанському зібрати військо проти арабів. Втім вербування солдатів йшла повільно, і на той час, коли франки підійшли до Барселони, араби вже відійшли на свою територію. З ними пішов і Аїсса. Згодом він був страчений в Кордові за звинуваченням в організації змови проти еміра.
Незважаючи на те, що фактично араби відступили без боротьби, Бернар був проголошений переможцем маврів, і престиж його сильно зріс. Графи Гуго і Матфред були звинувачені в руйнуванні графства Узона і у 828 році позбавлені графств: Орлеан дістався у володіння Еду I, а Расез і Конфлент — Жосельму, зведеному братові Бернарда Септиманського.

Володіння Бернарда Септиманського у 826-832 роках

Навесні 829 року помер граф Леїбульф Нарбонський, і все його володіння — Нарбон, Безьє, Агді, Мельгуель, Ним і Юзес — дісталися Бернарду, у результаті чого той отримав титул маркіза Готії та герцога Септіманії.

### Придворна боротьба
У серпні 829 року Людовик I призначив свого сина Лотаря I королем Італії, а Бернард отримав придворну посаду камергера: йому було доручено піклуватися про малолітнього сина Людовика — майбутнього імператора Карла. Управління своїми іспанськими володіннями Бернард передоручив братові Жосельму, який отримав титул маркіза. Провівши кілька місяців при дворі імператора, Бернар зумів нажити безліч ворогів. Його звинуватили у зв'язку з імператрицею Юдіф Баварською. У війську, що готувалася до війни з бретонцями, у 830 році почався заколот, сини імператора також були налаштовані проти нього. Бернард волів залишити двір і повернутися до своїх маєтків. Разом з тим його позбавили посади камергера та графства Отенського.
У 831 році імператор Людовик запланував розділ імперії між синами. Готія мала дістатися Карлу Лисому. Бернард спробував примиритися з новим сюзереном, але невдало. Слідом за цим граф знову захотів повернутися до двору на колишню посаду, але Людовик I відмовив йому під час особистої зустрічі на Асамблеї в Тіонвілі. За цих обставин Бернард Септиманський перейшов на бік супротивників імператора.
У листопаді того ж року Піпін Аквитанський при підбурюванні Бернарда підняв заколот проти батька. Але граф Беренгер Тулузький, вірний імператорові, вдерся у володіння Бернарда Септиманського і захопив частину з них. Восени 832 року заколот було придушено. Піпіна було позбавлено влади і відправлено в ув'язнення до Тріру. Бернарда також позбавили всіх володінь у Готії й Септіманії, які були передані Беренгеру Тулузькому.

### Повернення графств

Володіння Бернарда Септиманського у 835—844 роках

Втім Бернард разом з братом Жосельмом, зібравши залишки військ, продовжили боротьбу і здобули перемогу над принцом Лотарем. Бернар зажадав повернення всіх маєтків. Нерішучий Людовік коливався і для вирішення питання в червні 835 року скликав раду в Кремьйо, проте по дорозі туди Беренгер Тулузький помер. В результаті Бернард отримав назад Септіманію, Готію і Тулузу, за винятком Ампурьяса і Руссільона, які вже були передані Суньєру I та Аларіху відповідно. Крім того Серданья та Урхель були захоплені арагонцями.
Бернард Септиманський продовжував правити без урахування інтересів і традицій готської знаті, тому ті писали скарги імператору на дії графа. Крім того, Бернард часто був відсутній у Барселоні, активно беручи участь в імперських справах, і всіма справами замість нього займалися віконти. У 837 році приєднав до своїх володінь графство Каркассон.
Під час міжусобної боротьби між синами Людовика Бернард зайняв вичікувальну позицію. Після того як 25 червня 841 року Карл Лисий і Людовик Німецький здобули перемогу поблизу Фонтене над Лотарем, Бернар послав свого сина Вільгельма засвідчити повагу Карлу й обіцяти підтримку у війні проти Піпіна II Аквітанського. Втім Бернард не збирався виконувати свою обіцянку, і Карл під час Аквітанської кампанії вирішив покарати зрадника, позбавивши його Тулузького графства.
Бернард підняв повстання, відкрито перейшов на бік Піпіна II і в 843 році вигнав з Тулузи графа Акфреда, посадженого там Карлом. Але незабаром міжусобиця серед Каролінгів закінчилася підписанням Верденської угоди і розділом імперії. Вся Септиманія перейшла у володіння Карла Лисого, за винятком Юзесу, що дістався Лотарю.
У 844 році Карл повернувся в Аквітанію, щоб помститися Бернару і Піпіну. Того ж року Бернард Септиманський зазнав нищівної поразки у битві при Тулузі. За однією з версій Бернарда було узято в полон Карлом у Тулузі, за іншою він був полонений роком раніше герцогом Герен в Юзесі, і під час аквітанського походу Карл використовував Бернарда як живий щит. Зрештою у травні 844 року Бернарда Септиманського було страчено за наказом Карла Лисого.

## Родина
Дружина — Дуода, донька Санчо I Лупа, герцога Васконського
Діти:
- Вільгельм (826—850), граф Тулузи у 844—849 роках
- Бернард (841—886), граф Оверні у 872—886 роках
- Регелінда або Розелінда (843-д/н), дружина Вулгрена I, графа Ангулемського